# Église Saint-Martin de Bellancourt
L'église Saint-Martin de Bellancourt est située en France, sur le territoire de la commune de Bellancourt, dans le département de la Somme à l'est d'Abbeville.

## Historique
L'église de Bellancourt fut construite au XVIe siècle, elle fut restaurée à plusieurs reprises.

## Caractéristiques

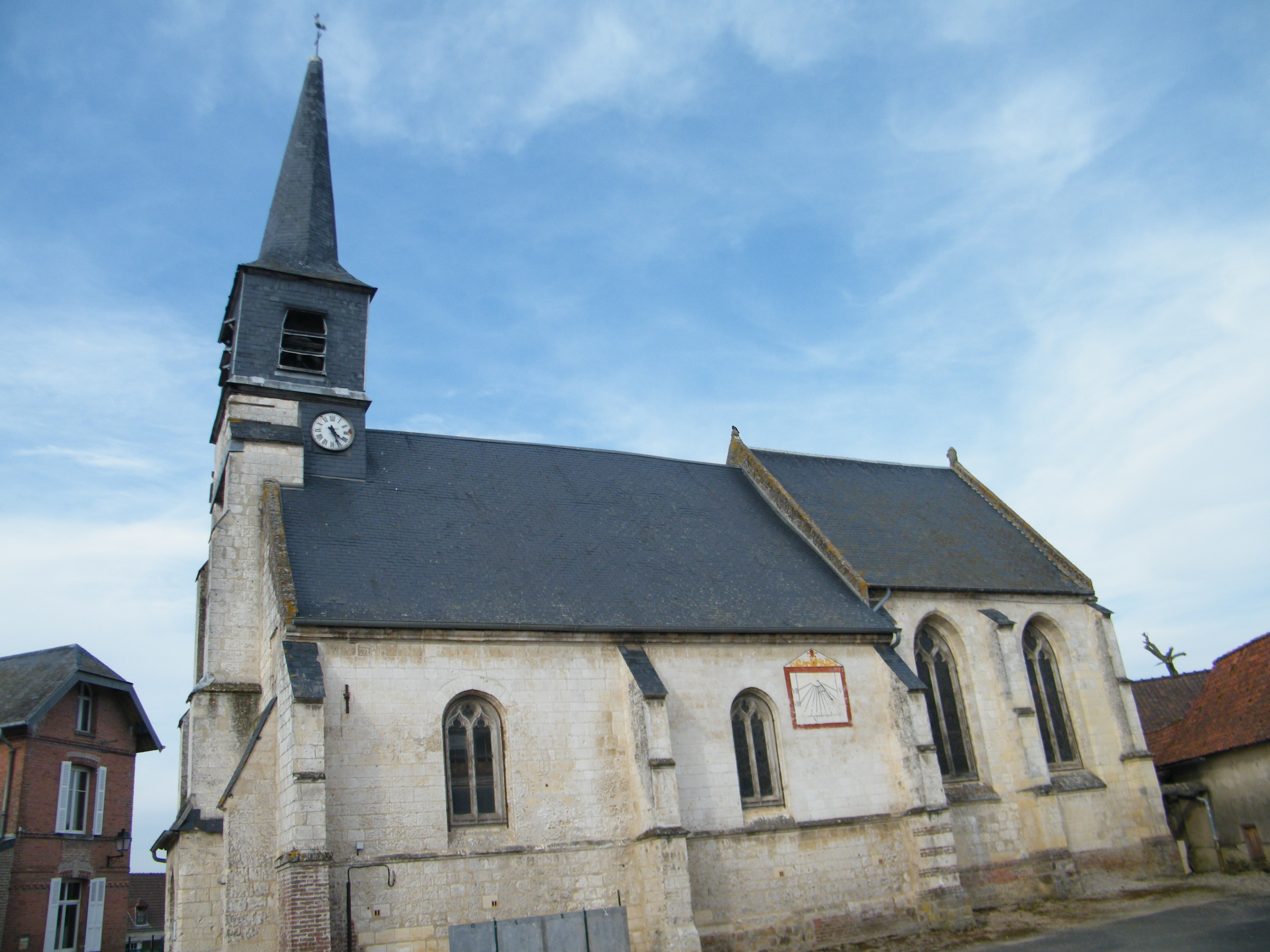
Église Saint-Martin.

Cette église est construite en pierre selon un plan basilical avec nef et chœur sans transept, le chœur étant légèrement surélevé par rapport à la nef. Les baies de l'église sont de style gothique. Le portail très simple est surmonté d'une niche dans laquelle a été placée une statue, abîmée par l'érosion, représentant saint Christophe. En 2024, cette statue est rénovée et déposée à l'intérieur de l'église.
Le clocher situé au-dessus de l'entrée de l'édifice est renforcé par deux puissants contreforts. Sa toiture d'ardoise se termine en flèche.
Un cadran solaire se trouve sur la façade sud.
À l'intérieur, le chœur est décoré de boiseries, de stalles sculptées (on reconnaît sculptés: saint Matthieu, saint Marc, saint Luc et saint Jean et d'un maître-autel de style baroque. Au-dessus de l'autel a été placée une statue de saint Martin. Un groupe sculpté représentant une Vierge de Pitié, en bois polychrome datant du XVIe siècle a été classé monument historique, au titre d'objet, en 1915.
Un orgue de tribune a été construit par les Pères Basiliens de l'abbaye de Valloires ou par Charles Lefebvre, facteur d'orgues à Abbeville, en 1843-1845. Devant la tribune d'orgue, a été placée une statue de saint Nicolas.